# 第3回全国高等学校選抜ラグビーフットボール大会
第3回全国高等学校選抜ラグビーフットボール大会は2002年（平成14年）4月3日から4月7日まで熊谷ラグビー場にて行われた全国高校選抜ラグビー大会である。

## 出場校
北海道ブロック
- 富良野（初出場）

東北ブロック
- 青森北（初出場）
- 仙台育英（3年連続3回目）

関東ブロック
- 流経大柏（3年連続3回目）
- 國學院久我山（2年ぶり2回目）
- 桐蔭学園（2年ぶり2回目）

北信越ブロック
- 岡谷工（3年連続3回目）

東海ブロック
- 西陵商（2年ぶり2回目）

近畿ブロック
- 大工大（2年連続2回目）
- 啓光学園（2年連続2回目）
- 東海大仰星（3年連続3回目）

中国ブロック
- 津山工（初出場）

四国ブロック
- 松山商（2年連続2回目）

九州ブロック
- 東福岡（2年連続2回目）
- 佐賀工（2年ぶり2回目）

開催県枠
- 埼工大深谷（3年連続3回目）

## 試合結果
- 太字は勝利校を示す。

### 1回戦
- 岡谷工 21-17西陵商
- 大工大 48-12埼工大深谷
- 青森北 69-0松山商
- 國學院久我山 39-18東福岡
- 佐賀工 146-0富良野
- 東海大仰星 48-8流経大柏
- 啓光学園 36-19仙台育英
- 桐蔭学園 54-7津山工

### 敗者戦
- 流経大柏 81-10富良野
- 仙台育英 65-7津山工
- 埼工大深谷 35-7西陵商
- 東福岡 17-17松山商

### 準々決勝
- 佐賀工 27-15東海大仰星
- 啓光学園 24-7桐蔭学園
- 大工大 26-5岡谷工
- 國學院久我山 31-12青森北

### 準決勝
- 大工大 22-21國學院久我山
- 佐賀工 38-26啓光学園

### 決勝
| 4月7日 13:00 | 大工大 | 52-31 | 佐賀工 | Aグラウンド レフリー: 谷口和人 |
| 4月7日 13:00 | 詳細   |       |        | Aグラウンド レフリー: 谷口和人 |

| 全国高等学校選抜ラグビーフットボール大会 第3回大会 優勝 |
| ------------------------------------------------------- |
| 大工大高校 初優勝                                       |